# ファミリーバンク
ファミリーバンクは、ファミリーテック株式会社が提供するiOSおよびAndroid向けの家族口座アプリ。

## ファミリーバンクアプリ
2022年2月よりアプリの提供が開始されている。アプリには共同の銀行口座機能があり、銀行口座を複数連携することができ、入金金額の設定や確認ができる。また、銀行口座の他、クレジットカードも連携することができ、それぞれ入出金の詳細をアプリ内で確認することができる。一人でも利用することができるが、二人以上で利用することで互いの収支を共有することができる。なお、収支は明細も確認することができ、明細機能にはメモをつけることもできる。登録はメールアドレスとパスワード、SMS認証によって行い、与信審査などは行われない。
2022年6月よりカテゴリ別の利用明細機能が搭載されており、明細の自動分類がされた画面が追加されている。
2023年以降、口座及びクレジットカードの連携機能以外に多機能化しており、お金管理アプリの位置づけから、家族向けのスーパーアプリの位置づけへと変化している。なお、2024年11月時点で搭載されている機能は以下の通りである。
| 機能名         | 内容 |
| -------------- | --- |
| お金管理       | 口座を連携し、2人の間で口座残高・入出金情報を共有できる機能。                                                                                          |
| 家族カード     | クレジットカードを連携し、2人の間で利用情報を共有できる機能。同社が発行するファミリーカード以外も連携が可能。                                          |
| アカウント共有 | WEBサービスなどのアカウントにログインする際に必要なID・パスワード情報を2人の間で共有できる機能。登録することで、コピペ不要でログインすることができる。 |
| 家族メール     | 2人で使うメールアドレスが発行され、メールのやり取りを行うことができる機能。                                                                            |
| 位置共有       | 2人の間でお互いの位置情報を共有することができる機能。                                                                                                  |
| 家族クーポン   | 家族で利用できるクーポンを取得できる機能。 |
| ToDo           | 2人の間でToDoを共有することができる機能。 |

## ファミリーカード
ファミリーバンクアプリ内で提供されているクレジットカード。ファミリーバンクアプリ同様、2022年2月より提供開始されている。一度の申し込みで、名義の異なる複数のカードを発行することができる。引き落とし口座は1つのみで、ポイントや明細はまとめて管理できる。カードブランドはJCB。ファミリーバンクアプリの連携はファミリーカード以外でも可能。

## ファミリーテック株式会社
中村貴一と小林貴浩が2021年5月に共同創業。家族向けスーパーアプリである「ファミリーバンク」と家族カードである「ファミリーカード」を運営。「ファミリーカード」の決済による加盟店手数料を主な収益源としている。
ビジョン
同社は、既存市場を家族単位に捉え直すことで、新しい市場の創造へチャレンジすることを掲げており、家族領域のグローバルプラットフォームの提供によって、家族のスマートライフを実現すると述べている。

創業の背景
中村貴一による「世の中のサービスの利用単位のズレ」への気づきが創業のきっかけとなった。「世の中のサービスの利用単位のズレ」とは、既存のサービスが想定する利用単位を「個人」として捉え、その発展的な使い方として「共有」がされるように設計しているという点であった。世の中のサービスを利用する単位を「個人」から「集団」にシフトさせていくことにより、暮らしをより良くすることがあると考え、サービスの着想に至った。
| 種類       | 株式会社                                                                             |
| 本社所在地 | 日本〒105-0001 東京都港区虎ノ門4丁目1番28号 虎の門タワーズオフィス19階               |
| 設立       | 2021年5月                                                                            |
| 業種       | サービス業                                                                           |
| 事業内容   | 家族口座アプリ「ファミリーバンク」の運営、クレジットカード「ファミリーカード」の提供 |
| 代表者     | 中村貴一（代表取締役CEO）                                                            |
| 外部リンク | familytech.co.jp                                                                     |